# Siège de Sainte-Foy
Rébellions huguenotes
Batailles
Guerres de Religion en France
Prélude
- Mérindol (1545)
- Amboise (1560)
- Colloque de Poissy (1561)

Première guerre de Religion (1562-1563)
- Édit de Saint-Germain (1562)
- Massacre de Wassy (1562)
- Toulouse (1562)
- Vergt (1562)
- Rouen (1562)
- Dreux (1562)
- Orléans (1563)
- Paix d'Amboise (1563)

Deuxième guerre de Religion (1567-1568)
- Surprise de Meaux (1567)
- Michelade (1567)
- Saint-Denis (1567)
- Chartres (1568)
- Paix de Longjumeau (1568)

Troisième guerre de Religion (1568-1570)
- Jarnac (1569)
- La Roche-l'Abeille (1569)
- Poitiers (1569)
- Orthez (1569)
- Montcontour (1569)
- Saint-Jean-d'Angély (1569)
- Arnay-le-Duc (1570)
- Rabastens (1570)
- Paix de Saint-Germain-en-Laye (1570)

Quatrième guerre de Religion (1572-1573)
- Saint-Barthélemy (1572)
- Sancerre (1572-1573)
- Sommières (1573)
- La Rochelle (1573)

Cinquième guerre de Religion (1574-1576)
- Dormans (1575)
- Édit de Beaulieu (1576)

Sixième guerre de Religion (1577)
- Paix de Bergerac (1577)
- Édit de Poitiers (1577)

Septième guerre de Religion (1579-1580)
- Traité de Nérac (1579)
- Paix du Fleix (1580)

Huitième guerre de Religion (1585-1598) 
Guerre des Trois Henri

- Traité de Joinville (1584)
- Édit de Nemours (1585)
- Jarrie (1587)
- Coutras (1587)
- Vimory (1587)
- Auneau (1587)
- Journée des Barricades (1588)
- Arques (1589)
- Ivry (1590)
- Paris (1590)
- Journée des Farines (1591)
- Chartes (1591)
- Poncharra (1591)
- Châtillon (1591)
- Rouen (1591-1592)
- Craon (1592)
- Port-Ringeard (1593)
- Fort Crozon (1594)
- Fontaine-Française (1595)
- Doullens (1595)
- Amiens (1597)
- Édit de Nantes (1598)

Rébellions huguenotes (1621-1629)
- Saumur (1621)
- Saint-Jean-d'Angély (1621)
- La Rochelle (1621)
- Montauban (1621)
- Riez (1622)
- Royan (1622)
- Sainte-Foy (1622)
- Nègrepelisse (1622)
- Saint-Antonin (1622)
- Montpellier (1622)
- Saint-Martin-de-Ré (1622)
- Traité de Montpellier (1622)
- Blavet (1625)
- Île de Ré (1625)
- Traité de Paris (1626)
- Saint-Martin-de-Ré (1627)
- La Rochelle (1627-1628)
- Privas (1629)
- Alès (1629)
- Montauban (1629)
- Paix d'Alès (1629)

Révocation de l'édit de Nantes (1685)
Le Siège de Sainte-Foy a été réalisé par le roi Louis XIII, en 1622, lors des Rébellions huguenotes.

## Préambule
Après avoir pris Royan le 11 mai 1622, Louis XIII confie le blocus de La Rochelle à son cousin Louis, comte de Soissons, pendant qu'il continue, de son côté, sa marche en direction du Languedoc où Montmorency luttait à grand-peine contre Henri de Rohan.
L'armée du roi, partie de Royan le 16 mai et passant par Mortagne, Mirambeau, Montlieu, Saint-Aulaye, Guitres, Saint-Émilion, Castillon, arrive le 25 mai devant Sainte-Foy-la-Grande, défendue par Jacques Nompar de Caumont, duc de La Force.

## Ordre de bataille
- Régiment des Gardes françaises
- Régiment de Picardie
- Régiment de Riberac
- Régiment de Vibraye

## Le siège
La place de Sainte-Foy était défendue par Jacques Nompar de Caumont, duc de La Force, et des huguenots béarnais. Il est dit : « Sainte-Foy n'était qu'une bicoque » c'est-à-dire une petite place forte de peu d’importance, de peu de défense et en mauvais état.
Charles, duc d'Elbeuf, fait avancer son infanterie près de la ville. Après négociation avec Antoine de Loménie de La Ville-aux-Clercs, le duc de La Force décide de rendre Sainte-Foy sans combat en échange de 20 000 écus pour compensation de son Gouvernement du Béarn, de la charge de capitaine des Gardes et du bâton de maréchal.